# García de Hevia (khu tự quản)
García de Hevia là một khu tự quản thuộc bang Táchira, Venezuela. Thủ phủ của khu tự quản García de Hevia đóng tại La Fria. Khự tự quản García de Hevia có diện tích 911 km2, dân số theo điều tra dân số ngày 21 tháng 10 năm 2001 là 41863 người.